# Corfe Castle
Zamek Corfe – fortyfikacja usytuowana w brytyjskim hrabstwie Dorset w miejscowości Corfe Castle. Został wybudowany w XI wieku przez Wilhelma I Zdobywcę na drodze pomiędzy Wareham i Swanage. Był jednym z pierwszych zamków w Anglii wybudowanych z kamienia. W XII i XIII wieku przeszedł znaczną przebudowę.
W 1572 roku Elżbieta I sprzedała zamek Christopherowi Hattonowi. W 1635 roku odkupił go John Bankes i był jego posiadaczem w trakcie angielskiej wojny domowej. Jego żona, Mary Bankes, dowodziła obroną zamku podczas dwóch oblężeń sił parlamentarnych. Pierwsze miało miejsce w 1643 roku i zakończyło się niepowodzeniem, lecz w 1645 roku, zamek Corfe był jednym z ostatnich umocnień rojalistów w południowej Anglii, wtedy też został zdobyty i zniszczony przez parlamentarzystów. Aktualnym właścicielem jest National Trust, a ruiny zamku są otwarte dla zwiedzających.